# Lara (prénom)
Pour les articles homonymes, voir Lara.
Cette page présente le prénom Lara ainsi que ses variantes.
Lara est un prénom féminin.

## Étymologie
Lara est un prénom provenant du grec ancien lara qui signifie mouette. Dans la mythologie romaine, Lara est une nymphe du Tibre qui aurait engendré de Mercure les dieux Lares, divinités protectrices du foyer en communication avec les âmes des ancêtres défunts. Jupiter lui aurait enlevé la langue à cause de son incessant bavardage. Le nom de Lara est à rapprocher du grec ancien laros et du latin larus, la mouette.

## Variantes
Prénoms de la même famille : Larisa, Larissa et Laryssa.

## Fête catholique
Les Lara, Larah ou les Larissa sont fêtées le 26 mars.

## Histoire
Ce prénom se répandit d'abord en Italie, pris pour un dérivé du prénom grec Larissa.
Au XIXe siècle, le poète anglais Lord Byron choisit ce prénom féminin pour le héros masculin d'un long poème dramatique, suite du Corsaire.
L'écrivain russe Boris Pasternak fit de Lara l'héroïne du Docteur Jivago, roman transposé au cinéma en 1965 et dont la chanson, Lara, composée par Maurice Jarre, a eu un succès international. C'est probablement là l'origine de la faveur actuelle de ce prénom.

## Fiction
- Lara Croft, aventurière et archéologue dans les jeux vidéos et les films du même nom.
- Lara, héroïne du conte de fée, Beauté d'une Rose en 2021.